# Danny Quinn
Danny Quinn, född 16 april 1964 i Rom, Italien, son till Anthony Quinn, amerikansk skådespelare.

## Filmografi
- 1989 - Stradivari
- 1995 - A Reason to Believe
- 1999 - David and Lola
- 2000 - Maria Maddalena
- 2000 - Vernissage!